# اکبر پرهیزکار

اکبر پرهیزکار (زاده ۱۳۲۸ – درگذشته ۹ شهریور ۱۳۹۹) ششمین استاندار آذربایجان شرقی بعد از انقلاب اسلامی بود. در سال ۱۳۶۲ بعنوان  فرمانداری تبریز منصوب گردید و در انتخابات دوره سوم مجلس شورای اسلامی به عنوان نماینده مردم تبریز برگزیده شد. وی در ۳ آبان ۱۳۶۲ از طرف سیدعلی اکبر محتشمی وزیر کشور به سمت استانداری آذربایجان شرقی منصوب شد. وی سپس بعنوان ریاست امور شهرداری‌های کشور منصوب شده بود.
پرهیزکار در مورد نحوه پذیرش پست استانداری آذربایجان شرقی در روزگاری که اردبیل هم جزوی از این استان بود چنین می‌گوید: «زمانی که بنده در خدمت مردم شریف آذربایجان شرقی بودم همزمان، اردبیل هم جزئی از دیار آذربایجان شرقی بود. من از مجلس باید استعفا می‌دادم و پس از تأیید نمایندگان می‌توانستم برای استانداری به این منطقه بیایم. مجلس مخالف بود به طوری که خود آقای هاشمی رفسنجانی که ریاست را بر عهده داشت، شخصاً وارد بحث شد و گفت به دلیل اینکه این منطقه حساس هم‌اکنون به دلیل استعفای آقای عابدینی استاندار ندارد و باید شرایط را درک کرد، موافقت نمایندگان را جلب کرد.»

## دوران استانداری
در زمان استانداری وی پروژه‌های متعددی به مرحله اجرا گذارده شد و برنامه‌هایی برای توسعه زمینه‌های مختلف آغاز گردید که می‌توان این موارد اشاره کرد.
1. راه اندازی دانشگاه تربیت معلم تبریز
2. راه اندازی دانشگاه صنعتی سهند تبریز
3. کلنگ زنی و ادامه پروژه پتروشیمی تبریز
4. کلنگ زنی و شروع عملیات کارخانه فولاد میانه
5. شروع عملیات احداث سد علویان
6. شروع بکار کارخانه آهک آذرشهر و ادامه عملیات احداث کارخانه سیمان اردبیل
7. افتتاح دانشکده شیمی
8. هدایت و عملی سازی شبکه گازرسانی از طریق آستارا و بستان آباد به تبریز
9. افتتاح کارخانه سرم سازی رازی - زهراوی
10. افتتاح بیمارستان شهید محلاتی
11. اقدام به بازسازی منطقه طارم زنجان در زلزله شمال بعنوان استان معین
12. تدارکات جبهه و جنگ
13. پذیرایی پناهندگان عراقی در سطح وسیع
14. آغاز جشنواره وحدت (فیلم و عکس)

مسئولیت پرهیزکار در سمت استانداری در تاریخ ۱۳۷۱٫۵٫۸ خاتمه پذیرفت و وی به سمت رئیس امور شهرداری‌های کشور عازم تهران شد.
پرهیزکار پس از تحمل رنج بیماری و ضعف جسمانی ناشی از حادثه رانندگی، نهایتاً در روز نهم شهریور ۱۳۹۹ ه‍.ش به دیار باقی شتافت.